# Komatipoort
Komatipoort – miasto w Południowej Afryce, w prowincji Mpumalanga, u ujścia rzeki Crocodile do Komati.
Położone jest 8 km od Parku Narodowego Krugera, 5 km od granicy Mozambiku i 65 km od granic Suazi.
Miasto jest ośrodkiem turystycznym, zajmuje się obsługą turystów przyjeżdżających do Parku Krugera.
W 1984 podpisano tu Ugodę Nkomati, pomiędzy Południową Afryką a Mozambikiem.